# Kommissar Wallander: Mörder ohne Gesicht
Kommissar Wallander: Mörder ohne Gesicht ist ein von der BBC produzierter Kriminal-Fernsehfilm aus dem Jahr 2010 mit Kenneth Branagh in der Hauptrolle des Kommissars Kurt Wallander. Es handelt sich um die erste Folge der zweiten Staffel, also die insgesamt vierte Folge der Kommissar Wallander-Reihe und eine Verfilmung des Wallander-Romans Mörder ohne Gesicht von Henning Mankell.
Bereits im Jahr 1995 war der Roman unter dem Titel Mörder ohne Gesicht mit Rolf Lassgård in der Titelrolle verfilmt worden.

## Handlung
Linda Wallander stellt ihrem Vater, Kriminalhauptkommissar Kurt Wallander, den Syrer Jamal, ihren neuen Freund, vor. Dieser gibt ihm Tipps für den Umgang mit Diabetes, da er sich als Assistenzarzt damit auskennt. Wallander meint zu Linda, dass Jamal in Ordnung sei, aber nicht ganz das, was er erwartet habe. Da bekommt Wallander einen Anruf, der ihn zu einem neuen Fall ruft.
Auf dem Weg zum Tatort begegnet Wallander ein freilaufender, weißer Hengst. Das alte Bauernehepaar Johannes und Maria Lovgren wurde auf seinem Hof überfallen. Beide wurden mit einem speziellen Knoten aufgehängt, der sich bei jeder kleinen Bewegung enger zuzieht, möglicherweise ein Schiffsknoten; Nyberg findet Hinweise auf mindestens zwei Täter. Kurz bevor die Frau stirbt, flüstert sie Wallander einen unverständlichen Hinweis auf die Täter ins Ohr. Stefan Nystrom, der Bauer vom Hof gegenüber, hat bemerkt wie der Hengst durchging und daraufhin die Polizei gerufen. Das Ehepaar Lovgren hat eine Tochter, Hanna, die in der Stadt wohnt. Sie kann sich nicht vorstellen, wer ihren Eltern so etwas angetan haben könnte und auch nicht warum.
Wallander meint im Nachhinein, dass das, was Maria Lovgren sagen wollte, sich wie „Ausländer“ angehört haben könnte. Er gibt aber die ausdrückliche Anweisung, der Presse gegenüber nichts von einem möglichen Verdacht, der sich gegen Ausländer richtet, zu erwähnen.
Inzwischen landet Wallanders Vater, der immer wieder Aussetzer hat, im Krankenhaus, nachdem er aus seinem Atelier geflohen, auf der Landstraße herumgeirrt ist und nun meint, dass eine Ausstellung seiner Bilder in Rimini bevorsteht, wo die Familie erst vor kurzem war. Im Krankenhaus trifft Wallander auf Jamal. Die syrischen Landarbeiter, die Wallanders Vater aufgegriffen haben, sagen aus, dass er einen verwirrten Eindruck gemacht habe. Jamal kündigt Wallander an, dass sich der Zustand seines Vaters unter anderem mit Verwirrung, Aggression und einem Verlust seiner Körperfunktionen noch verschlimmern werde.
Wallander wird zu Lars Herding, Maria Lovgrens Bruder, gerufen. Auf dem Weg dorthin sieht er den freilaufenden Hengst der Lovgrens auf einem Feld. Lars Herding sagt aus, dass Johannes Lovgren ein Vermögen mit Pferdefleisch und Schwarzmarktgeschäften gemacht habe. Seine Frau Maria habe nichts von dem Geld gewusst. Auch stellt sich heraus, dass Johannes Lovgren eine Geliebte und einen unehelichen Sohn hat und dass Johannes Lovgren ihr Schweigegeld gezahlt hat.
Trotz Wallanders Anweisung berichtet die Presse, Maria Lovgren hätte die Täter als Ausländer identifiziert. Wallander ordnet ein Dementi gegenüber der Presse an, doch will diese an der Aussage mit den Ausländern festhalten. Zeitgleich findet Wallander heraus, dass Lovgren auf der Spabank drei Konten mit riesigen Geldbeträgen hatte. Eine Schalterbeamtin berichtet und Kameraaufzeichnungen zeigen, wie Lovgren seine letzte Abhebung eines höheren Geldbetrages vorgenommen hat. Wallander sieht darin das Motiv für einen Raub und lässt daher nach Lovgrens Geliebter und seinem unehelichen Sohn suchen.
Als Nächstes fährt Wallander nach Hagström zu den Migranten. Dort wird er Zeuge, wie in einer Unterkunft ein Feuer ausbricht. Er bekommt einen Anruf, dass dies der Anfang von Vergeltungsschlägen sei, er solle den „ausländischen Abschaum“ finden, der das Bauernehepaar ermordet hat. Der anonyme Anruf wurde von einem Kartentelefon aus geführt und lässt sich bis zu einer Tankstelle zurückverfolgen.
Wallander durchsucht den Bauernhof des Ehepaars Lovgren und vermutet, dass das Ehepaar gefoltert wurde, um aus beiden herauszupressen, wo sich das abgehobene Geld befindet. Im Melderegister finden sich vier Frauen mit Sohn, die altersmäßig in Frage kämen, Geliebte und uneheliches Kind von Johannes Lovgren zu sein; eine von ihnen ist gestorben, eine andere ausgewandert. Wallander befragt eine der beiden übrigen Frauen, die aussagt, dass sie von einem verheirateten Mann schwanger geworden sei und diesen wegen seiner Ehe nicht als Vater ihres Sohnes angegeben habe. Mitten in dieses Gespräch platzt der Anruf von Gertrude, die sich um Wallanders Vater kümmert, und ihm nun mitteilt, dass sein Vater während eines Anfalls Möbel verbrannt hat. Als Wallander ihn später darauf anspricht, meint er nur, dass er auf diese Weise Platz in seinem Kopf habe schaffen müssen.
Nachdem ein eingewanderter Landarbeiter mit einer Schrotflinte erschossen worden ist, meldet sich erneut ein anonymer Anrufer und versichert, die Tat sei als Rache für den Tod des Bauern zu sehen; der nächste Tote werde für dessen Frau sein. Es meldet sich ein iranischer Arbeiter, der aussagt, er hätte zur Tatzeit einen Mann mit Glatze gesehen, der mit einem Mercedes weggefahren sei. Wallander findet Reifenspuren und Zigarettenstummel. Da kommt die Meldung rein, dass am Tag zuvor ein beiger Mercedes Baujahr 1975 gestohlen wurde. Der Halter des Wagens war ein paar Tage verreist; sein Nachbar konnte jedoch Auskunft geben, wann der Wagen vorm Haus verschwunden ist. Wallander hat den Autohalter Bergman im Visier, weil ihm an dem Autodiebstahl irgendetwas verdächtig vorkommt. Der Kommissar will, dass Anne-Britt Hoglund und Magnus Martinsson ihn observieren, zwei Leute, denen er vertrauen kann, weil er eine undichte Stelle bei der Polizei vermutet. Wallander besteht darauf, dass nicht die Reichspolizei ermitteln soll, sondern die Ermittlungen in seiner Hand liegen.
Der Kommissar fährt zu Ella Magnusson, der anderen Frau, die als Lovgrens Geliebte in Frage kommt. Auch sie bestreitet zunächst, Johannes Lovgren zu kennen. Doch dann gesteht sie, dass sie ziemlich jung war, als sie schwanger wurde, und zunächst auf Lovgrens Wunsch abtreiben sollte, dies aber nicht gewollt habe. Sie habe dann von Johannes Lovgren Schweigegeld bekommen, das sie auf ein Treuhandkonto für ihren Sohn Erik eingezahlt habe. Zu seiner Überraschung erfährt Wallander, dass Erik bereits seit acht Jahren tot ist. Ella Magnusson hat sich jedoch weiter Schweigegeld zahlen lassen, weil Lovgren ihrer Meinung nach bis zum Ende seines Lebens habe zahlen sollen. Wallander glaubt trotzdem nicht, dass sie etwas mit dem Mord an dem Bauernehepaar zu tun hat, sondern vermutet vielmehr, dass die Täter von dem Geld auf dem Bauernhof gewusst haben. Wallander verfolgt Bergman, wie dieser sich von einem Taxi zu einem Motel zu einem Unbekannten fahren lässt. Der Unbekannte versucht zu fliehen, woraufhin Wallander ihn erschießt. Es handelt sich ihm um den Nationalisten und Neonazi Valfrid Ström. Als undichte Stelle in der Polizei stellt sich der Beamte Peters heraus. Der Staatsanwalt untersucht Valfrid Ströms Tod; Wallander wird suspendiert.
Wallander trifft sich mit seinem Freund Nyberg zum Pizza-Essen. Dieser fragt ihn, wie er darauf reagiert habe, als Linda ihm ihren syrischen Freund vorgestellt habe. Wallander fragt sich insgeheim, ob er nicht auch ausländerfeindlich ist und daher glauben wollte, Maria Lovgren habe ihm das Wort „Ausländer“ zugeflüstert. Wallander und Nyberg haben beide kein Geld dabei; daher verspricht Wallander der Wirtin, am nächsten Tag zur Bank zu gehen und die Rechnung dann zu begleichen. Als er am nächsten Tag auf der Bank die Überwachungskameras sieht, hat er eine Eingebung. Er untersucht noch einmal die Überwachungsvideos von Lovgrems Geldabhebung und achtet auf die beiden ausländisch aussehenden Männer, die hinter Lovgren in der Schlange stehen. Diese beobachten Lovgren beim Geldabheben und können auf der Quittung auch seine Adresse ablesen. Die Menge an Fingerabdrücken am Tatort lässt vermuten, dass die Täter sich nur kurzfristig in Schweden aufhalten; Wallander vermutet, dass der Schiffsknoten von jemanden stammt, der Mitarbeiter bei dem zurzeit stattfindenden Jahrmarkt ist. Er besteht seiner Chefin gegenüber darauf, den Fall trotz seiner Suspendierung zu Ende bringen zu können; seine Pistole nimmt er nicht mit. Auf dem Jahrmarkt identifiziert er einen der Täter und kann ihn mit Hilfe seiner Mitarbeiterin Anne-Britt Hoglund stellen. Als Wallander dessen Komplizen verfolgt, wird er von diesem bedroht und beinahe angeschossen, hat jedoch Glück, dass dem Komplizen die Munition in der Waffe ausgeht.
Ein Anruf informiert Wallander darüber, dass sein Vater sich selbst ins Altersheim eingewiesen hat, weil er ahnte, dass sein Sohn insoweit nichts unternehmen würde. Als der Kommissar das Klinikgelände wieder verlassen hat, kommt er mit seinem Wagen an einer Unfallstelle vorbei; ein Autofahrer hat den weißen Hengst vom Bauernhof angefahren. Auf der Polizeistation gibt Wallander seine Dienstmarke ab.

## Kritik
„Düstere, dicht inszenierte, in der Hauptrolle vorzüglich gespielte (Fernseh-)Verfilmung eines thematisch überkonstruierten Kriminalromans, die vor allem den inneren Zwiespalt des zentralen Ermittlers überzeugend herausarbeitet. - Ab 16.“